# 호리이 가즈오
호리이 가즈오(일본어: 堀井 数男, 1923년 12월 12일 ~ 2006년 7월 24일)는 일본의 전 프로 야구 선수이자 야구 지도자이다. 오사카부 히가시오사카시 출신이며 현역 시절 포지션은 외야수였다.

## 인물
닛신 상업학교(구제) 졸업 후 1943년 난카이군에 입단, 1946년에 타율 0.293을 기록하여 야마모토 가즈토 등과 함께 팀의 첫 우승에 기여했다. 양대 리그가 출범한 후에는 1952년에 타율 0.297(리그 10위), 1953년에 타율 0.314(리그 3위)를 기록하면서 2년 연속 타율 10위권에 진입하는 등 팀의 중심 선수로서 활약했다. 강한 어깨를 가진 좌익수로도 알려지면서 시즌 두 자릿수 보살도 9차례나 기록했다. 1951년에는 9차례의 보살을 기록했지만 이것이 두 자릿수 기록을 그대로 유지하고 있을 경우엔 1947년부터 1955년까지 10년 연속 두 자릿수 보살 기록을 빠른 속도로 남겼을 수도 있었다. 1959년에 현역에서 은퇴했다.
은퇴 후 난카이에 그대로 남아 1967년까지 2군 타격 코치를 지낸 뒤 1968년부터는 스카우트로 활동했다. 유키 스스무와 콤비를 이뤄냈고 후지타 마나부, 다카야나기 히데키 등의 영입에 관여했다.
2006년 7월 24일, 폐렴으로 오사카시의 한 병원에서 사망했다(향년 82세).

## 상세 정보

### 출신 학교
- 구제 닛신 상업학교

### 선수 경력
- 난카이군·긴키니혼군·그레이트 링·난카이 호크스(1943년 ~ 1944년, 1946년 ~ 1959년)

### 지도자 경력
- 난카이 호크스 2군 타격 코치(1960년 ~ 1967년)

### 수상·타이틀 경력
- 베스트 나인 : 1회(1953년) ※외야수 부문
- 올스타전 MVP : 1회(1953년 3차전)

### 개인 기록
- 통산 1000경기 출장 : 1953년 6월 13일 ※역대 20번째
- 올스타전 출장 : 3회(1952년 ~ 1954년)

### 등번호
- 18(1943년)
- 9(1946년 ~ 1965년)
- 62(1966년 ~ 1967년)

### 연도별 타격 성적
| 연 도       | 소 속                              | 경 기 | 타 석 | 타 수 | 득 점 | 안 타 | 2 루 타 | 3 루 타 | 홈 런 | 루 타 | 타 점 | 도 루 | 도 루 자 | 희 생 번 | 희 생 플 | 볼 넷 | 고 4 | 사 구 | 삼 진 | 병 살 타 | 타 율 | 출 루 율 | 장 타 율 | O P S |
| ----------- | ---------------------------------- | ----- | ----- | ----- | ----- | ----- | ------- | ------- | ----- | ----- | ----- | ----- | -------- | -------- | -------- | ----- | ---- | ----- | ----- | -------- | ----- | -------- | -------- | ----- |
| 1943년      | 난카이 긴키니혼 그레이트 링 난카이 | 82    | 318   | 288   | 18    | 66    | 7       | 3       | 1     | 82    | 21    | 6     | 2        | 1        | --       | 28    | --   | 1     | 25    | --       | .229  | .300     | .285     | .584  |
| 1944년      | 난카이 긴키니혼 그레이트 링 난카이 | 35    | 151   | 134   | 17    | 33    | 7       | 1       | 1     | 45    | 10    | 6     | 2        | 0        | --       | 16    | --   | 1     | 15    | --       | .246  | .331     | .336     | .667  |
| 1946년      | 난카이 긴키니혼 그레이트 링 난카이 | 104   | 457   | 427   | 63    | 125   | 17      | 8       | 4     | 170   | 70    | 15    | 8        | 0        | --       | 27    | --   | 3     | 29    | --       | .293  | .339     | .398     | .737  |
| 1947년      | 난카이 긴키니혼 그레이트 링 난카이 | 113   | 455   | 429   | 41    | 122   | 16      | 4       | 1     | 149   | 38    | 15    | 7        | 0        | --       | 24    | --   | 2     | 33    | --       | .284  | .325     | .347     | .673  |
| 1948년      | 난카이 긴키니혼 그레이트 링 난카이 | 139   | 546   | 485   | 54    | 127   | 21      | 8       | 2     | 170   | 61    | 9     | 6        | 0        | --       | 58    | --   | 3     | 37    | --       | .262  | .344     | .351     | .695  |
| 1949년      | 난카이 긴키니혼 그레이트 링 난카이 | 135   | 573   | 524   | 70    | 145   | 19      | 5       | 15    | 219   | 74    | 7     | 7        | 0        | --       | 47    | --   | 2     | 42    | --       | .277  | .339     | .418     | .757  |
| 1950년      | 난카이 긴키니혼 그레이트 링 난카이 | 118   | 492   | 467   | 76    | 131   | 21      | 3       | 5     | 173   | 82    | 30    | 11       | 0        | --       | 24    | --   | 1     | 40    | 9        | .281  | .317     | .370     | .688  |
| 1951년      | 난카이 긴키니혼 그레이트 링 난카이 | 104   | 439   | 408   | 50    | 110   | 19      | 3       | 8     | 159   | 65    | 20    | 12       | 3        | --       | 27    | --   | 1     | 29    | 8        | .270  | .317     | .390     | .706  |
| 1952년      | 난카이 긴키니혼 그레이트 링 난카이 | 121   | 513   | 478   | 67    | 142   | 17      | 6       | 12    | 207   | 84    | 23    | 17       | 2        | --       | 31    | --   | 2     | 31    | 7        | .297  | .342     | .433     | .776  |
| 1953년      | 난카이 긴키니혼 그레이트 링 난카이 | 120   | 504   | 459   | 64    | 144   | 28      | 5       | 5     | 197   | 78    | 20    | 16       | 3        | --       | 41    | --   | 1     | 31    | 8        | .314  | .371     | .429     | .800  |
| 1954년      | 난카이 긴키니혼 그레이트 링 난카이 | 140   | 550   | 507   | 61    | 127   | 13      | 4       | 10    | 178   | 68    | 11    | 6        | 2        | 5        | 35    | --   | 1     | 36    | 17       | .250  | .297     | .351     | .649  |
| 1955년      | 난카이 긴키니혼 그레이트 링 난카이 | 143   | 590   | 549   | 65    | 143   | 13      | 3       | 13    | 201   | 85    | 10    | 9        | 2        | 2        | 36    | 1    | 1     | 40    | 20       | .260  | .306     | .366     | .672  |
| 1956년      | 난카이 긴키니혼 그레이트 링 난카이 | 91    | 214   | 193   | 20    | 47    | 12      | 1       | 2     | 67    | 26    | 3     | 2        | 1        | 2        | 18    | 2    | 0     | 19    | 2        | .244  | .305     | .347     | .652  |
| 1957년      | 난카이 긴키니혼 그레이트 링 난카이 | 87    | 215   | 195   | 16    | 45    | 4       | 0       | 0     | 49    | 19    | 2     | 4        | 3        | 2        | 14    | 0    | 1     | 20    | 6        | .231  | .283     | .251     | .534  |
| 1958년      | 난카이 긴키니혼 그레이트 링 난카이 | 24    | 30    | 26    | 4     | 6     | 0       | 0       | 1     | 9     | 4     | 0     | 0        | 0        | 0        | 4     | 0    | 0     | 4     | 1        | .231  | .333     | .346     | .679  |
| 1959년      | 난카이 긴키니혼 그레이트 링 난카이 | 1     | 0     | 0     | 0     | 0     | 0       | 0       | 0     | 0     | 0     | 0     | 0        | 0        | 0        | 0     | 0    | 0     | 0     | 0        | ----  | ----     | ----     | ----  |
| 통산 : 16년 | 통산 : 16년                        | 1557  | 6047  | 5569  | 686   | 1513  | 214     | 54      | 80    | 2075  | 785   | 177   | 109      | 17       | 11       | 430   | 3    | 20    | 431   | 78       | .272  | .326     | .373     | .698  |

- 굵은 글씨는 시즌 최고 성적.
- 난카이는 1944년에 긴키니혼, 1946년에 그레이트 링, 1947년에 난카이(난카이 호크스)로 구단명을 변경